# Martin Roth (Astrophysiker)
Martin Roth (* 23. März 1957 in Herrsching am Ammersee) ist ein deutscher Astrophysiker und hatte von 2010 bis zu seinem Ruhestand im März 2023 eine Professur für Astrophysikalische Instrumente und Astrophysik am Institut für Physik und Astronomie der Universität Potsdam inne. Er ist auf die beobachtende Astronomie und die Entwicklung von astronomischen Instrumenten spezialisiert.

## Wissenschaftlicher Werdegang
Roth absolvierte ein Studium für Physik an der Ludwig-Maximilians-Universität München und schloss dort 1986 mit dem Diplom ab. Von 1986 bis 1994 wirkte er als Programmierer und Assistent am Umbau des Sonnenobservatoriums Wendelstein in ein Observatorium für Nachtbeobachtungen mit. Er wurde 1993 an der Universitäts-Sternwarte München (USM) bei Rolf-Peter Kudritzki mit der Dissertation „CCD-Spektrophotometrie Planetarischer Nebel“ promoviert. 1994 wechselte er als Abteilungsleiter für die Gruppe „Astronomische Instrumente“ an das Astrophysikalische Institut Potsdam (AIP), heute: Leibniz-Institut für Astrophysik Potsdam. Im Rahmen einer gemeinsamen Berufung mit dem AIP trat er 2010 eine Professur an der Universität Potsdam an. Er ist einer der Gründer und war von 2008 bis 2023 Sprecher des Zentrums für Innovationskompetenz innoFSPEC und Leiter der Abteilung innoFSPEC am AIP.

## Lehre
Als Bestandteil des Masterstudiengangs Astrophysics des Instituts für Physik und Astronomie der Universität Potsdam bildete Roth Studierende in modernen Technologien für den Bau astronomischer Instrumente aus, darunter als Besonderheit das noch neue Gebiet der Astrophotonik. Er betreute mehr als ein Dutzend Promovierende mit Themen wie z. B. optischen Fasern, Wellenleitern in photonischen integrierten Schaltkreisen oder Frequenzkämmen sowie mehr als 30 Postdoktoranden.

## Forschung
Roth forscht an astrophysikalischen Themen mit einem methodischen Ansatz, der als bildgebende Spektroskopie (auch: Integralfeldspektroskopie) in den frühen 1990er Jahren eine erste Verbreitung gefunden hat. Mit seinem Team am AIP und der Entwicklung von dafür spezialisierten Instrumenten sowie der Koordinierung des EU-Netzwerks „Euro3D“ hat er zur Popularisierung dieses Verfahrens beigetragen. Sein besonderes wissenschaftliches Interesse gilt der Untersuchung aufgelöster stellarer Populationen in Sternsystemen sowie Spätphasen der Sternentwicklung und der Leuchtkraftfunktion planetarischer Nebel.
Forschungsinfrastruktur
- Wendelsteinobservatorium, Umbau[23]
- Schwarzschildhaus am AIP,[24] Koordinierung der Nutzeranforderungen und Begleitung der Bauarbeiten bis zur Abnahme
- MCC am AIP,[25] Nutzerkonzept und Antragstellung
- Innovationszentrum innoFSPEC Potsdam, Initiator und langjähriger Sprecher[9]
- Deutsches Zentrum für Astrophysik, Mitwirkung an der Aufbauphase 2023–2025[26]

## Instrumentierungsprojekte
- PISCO, 2.2m Teleskop ESO La Silla[27][28] (Diplomarbeit, USM)
- MONICA, Wendelstein 0.8m Teleskop[29] (Promotion, USM)
- FORS, ESO VLT[30] (Konzeption, USM)
- PMAS, Calar Alto 3.5m Teleskop[31] (Projektleitung, AIP)
- MUSE, ESO VLT[32] (Projektpartner, AIP)
- NIRspec, James Webb Space Telescope (Unterauftragnehmer für IQLAC Software, AIP)[33][34]
- VIRUS,[35] Hobby Eberly Telescope (Projektpartner, AIP)
- BlueMUSE,[36] ESO VLT (Mitinitiator, AIP)

## Auszeichnungen
- 2022: Asteroid 2010 LC17 benannt: “614664 Martinroth”[37]
- 2021: Preis für Instrumentenentwicklung der Astronomischen Gesellschaft[38]
- 2013: James Webb Space Telescope Significant Achievement Award[34]
- 2011: Preisträger im Wettbewerb „365 Orte im Land der Ideen“[39]
- 2010: Porträt im Innovationsatlas Ost 2010,[40] Ausstellung „ideenreich.zukunftssicher. Die Zukunft Ost im Blick.“, Sony-Center, Berlin[41]